# Hegyháthodász
Hegyháthodász (németül Hodis) község Vas vármegyében, a Körmendi járásban, a Kemenesháton.

## Fekvése
A vármegye déli határszélén fekszik, a legközelebbi várostól, Körmendtől 10 kilométerre délkeletre.
A közvetlenül határos települések: észak felől Nagymizdó, északkelet felől Szarvaskend, kelet felől Halastó, délkelet felől Ozmánbük, délnyugat felől Vaspör, nyugat felől Nádasd, északnyugat felől pedig Hegyhátsál. 

### Megközelítése
Közigazgatási területét átszeli délkelet-északnyugati irányban a Balatontól Zalaegerszegen át Nádasdig vezető 76-os főút, ez a legfontosabb közúti megközelítési útvonala. Lakott területe azonban csak arról letérve érhető el, északi irányból a 74 166-os számú mellékúton, vagy kelet felől, egy jelöletlen elágazástól, egy önkormányzati úton.
Közigazgatási területének északi részét érinti a Vasvár-Hegyhátsál között húzódó 7441-es út, valamint a délkeleti határszélén csatlakozik a 76-os főúthoz a Zalacsébtől odáig húzódó 7412-es út is.
Vasútvonal nem érinti; tőle néhány kilométerre nyugatra húzódik ugyan a Körmend–Zalalövő-vasútvonal, de azon 2009 óta nincs forgalom.

## Története
Hodász nevű település első fennmaradt okleveles említését 1221-ből ismerjük. A megtalált „első” okleveles említéstől visszamenőlegesen a település akár 2-300 éve tartó folyamatos létét feltételezhetjük.
A településszerkezet kialakulásáról régi térképek tudósítanak. A tágabb közlekedésföldrajzi összefüggésekből kiderül, hogy a mai Hegyháthodász kialakulásánál a Körmend-Zalaegerszeg összekötő út játszotta a legfontosabb szerepet. Elgondolkodtató a mai szőlőhegy Király-hegy elnevezése. Tudjuk, hogy a település lakói legkorábban királyi szolgálónépek voltak, aki hód vadászattal foglalkoztak (a hódot részben prémje, részben pedig a belőle nyerhető illatszer alapanyag miatt vadászták) A szomszédos Halastón 1266. augusztus 20-án V. István, Mizdón pedig 1277. augusztus 20-án IV. László király keltezett oklevelet. Utóbbi neve „mézadó” jelentésű, ami méz, illetve méhsör előállításával foglalkozó szolgáltatókra utal. Tehát Hodász közvetlen környékén a kora Árpád korban a királyi udvari szervezethez tartozó népek laktak.
Ma is élő helynév a „Katonák útja”. Hosszú szakaszon ez alkotja ma is a falu határát, ami önmagában is jelzi, hogy igen régi útról van szó, ha már a középkori faluhatár is hozzá igazodott. A „Katonák-útja” Itáliát kötötte össze, ahol „strada Ungarororum”-nak is nevezték, Székesfehérvárral. A hosszú szakaszokon nyílegyenes utat úgy jelölték ki, hogy lehetőleg elkerülje a településeket, ezáltal lehetővé téve rajta a rajta vonuló katonák, és kereskedők gyors haladását.
Hodasz a 13. században kerülhetett magánkézre. Kőszegi István 1273-ban Nádasd nembeli Itelemér fia Imrének, a Nádasdiak ősének adta. Az ő leszármazottai, rokonai és jogutódai örökölték az egész feudális korban.
A település határában mára elpusztult (ún. elpusztásodott) településekről is tudunk. Ezek Gérnyi (1293) és Kabahegy (1410). Mindkettőt a ma is létező helynevek alapján lehet nagyjából lokalizálni. Az előbbi a Körmend- Zalaegerszeg főút mentén lehetett, talán a mai szőlőhegy térségében, az utóbbi neve Kapa-hegy alakban maradt fenn a falutól délre, helyén jelenleg erdő található.
Az ismert történeti demográfiai számadataink segítségével képet alkothatunk a lakosság mennyiségi változásairól, ami természetesen kihatott a település belterületének növekedésére is. A legkorábbi megbízható adataink 1549-ből származnak. Ekkor Hodászon mintegy 150 lakóval számolhatunk. A személyre szólóan pontos első magyarországi népszámlálás adatsora 1787-ből áll rendelkezésünkre, ekkor Hodásznak 218 lakosa volt (összesen 34 lakóházban). A 19. században és a 20. század első felében dinamikus népességgyarapodás zajlott. 1910-ben 403, míg 1933-ban már 470 lakost írtak össze. Ez a trend a II. világháborút követő társadalmi, gazdaság-és településföldrajzi változások következtében azonban radikális népességcsökkenésbe csapott át, 1993-ban a statisztika már csak 209 lakost regisztrálhatott (119 lakásban). A lakosságszám a mélypontot 1999-ben érte el, amikor a településen csak 174-en éltek. Jelenleg a településnek 195 lakosa van.

## Közélete

### Polgármesterei
- 1990–1994: Kercsmár Lajos (független)[4]
- 1994–1998: Kercsmár Lajos (független)[5]
- 1998–2002: Tóth László Ödönné (független)[6]
- 2002–2006: Tóth László Ödönné (független)[7]
- 2006–2010: Dervalics Roland (HVIM)[8]
- 2010–2014: Dervalics Roland (Jobbik)[9]
- 2014–2016: Szalai Zoltán Vince (független)[10]
- 2016–2019: Kercsmár Kálmán (független)[11]
- 2019–2024: Kercsmár Kálmán (független)[12]
- 2024– : Kercsmár Kálmán (független)[1]

A településen 2016. április 24-én időközi polgármester-választást tartottak, az előző polgármester lemondása miatt.

## Nevezetességei
- a szőlőhegyen múlt század végi népi boronapince: műemlék
- határából régi halomsírokat ismerünk

## Hegyháthodász község címere
Hegyháthodász címere ún. „beszélő” címer, vagyis névcímer, mely címereket értékes címerként tart számon a heraldika. A hódnak és a hegyhátot jelképező hármashalomnak a megjelenítése a pajzson eredményezi mindezt. A hármashalom zöld mezejében lebegő helyzetű, jobbra forduló aranyhód jelképezi a címerben a község korai történelmét, mivel a község legkorábbi lakói királyi hódvadászok voltak.
A címer fő címerképe a község jellegzetes építménye a harangtorony. A szakrális építészetben a földitől az isteni felé való emelkedés fokozatait jelöli. Harangja Krisztus eljövetelét jelzi az eucharisztiában. A harangszó isten hangjaként az áldás továbbítója.
Az őzbakok utalnak a környék nagyvadállományára, de mögöttes szimbólumértékük is van, amely megegyezik a szarvasokra vonatkozó jelképértelmezéssel. Vallásos jelképként érthetjük: „ahogyan a szarvas kívánkozik a folyóvízhez, úgy kívánkozik lelkem hozzád, Istenem” – mondja a zsoltár, amelynek szövegét már az őskeresztények idején a kereszténységre vonatkoztatták. Az őzek a harangtorony két oldalán az őrállatok szerepét is betöltve, szintén a vallásos hitüket megőrző lakosságot szimbolizálják.
A heraldikai mázak és színek szimbolikus jelentéstartalmat hordoznak.
Kék (Jupiter) az elvhűség, állhatatosság, ellenálló képesség, bizalom.
Arany (Nap) az értelem és hit, tekintély, fenség, erény, erkölcsösség.
Zöld (Vénusz) a szabadság, szeretet, szépség, örökkévalóság, remény.

## Népesség
A település népességének változása:
| Lakosok száma | 160  | 163  | 166  | 167  | 144  | 156  | 152  |
|               | 2013 | 2014 | 2015 | 2021 | 2022 | 2023 | 2024 |

A 2011-es népszámlálás során a lakosok 76,3%-a magyarnak, 0,6% németnek, 0,6% cigánynak mondta magát (23,7% nem nyilatkozott; a kettős identitások miatt a végösszeg nagyobb lehet 100%-nál). A vallási megoszlás a következő volt: római katolikus 19,5%, református 3%, evangélikus 41,4%, felekezet nélküli 3,6% (32,5% nem nyilatkozott).
2022-ben a lakosság 90,3%-a vallotta magát magyarnak, 2,8% németnek, 0,7% szlováknak (9% nem nyilatkozott; a kettős identitások miatt a végösszeg nagyobb lehet 100%-nál). Vallásuk szerint 42,3% volt evangélikus, 24,3% római katolikus, 1,4% református, 0,7% egyéb keresztény, 5,6% felekezeten kívüli (25,7% nem válaszolt).